# Medalha "Por Mérito na Exploração Espacial"
A Medalha "Por Mérito na Exploração Espacial" (em russo: Медаль «За заслуги в освоении космоса»; tr. Medalʹ "Za zaslugi v osvoenii kosmosa") é uma condecoração estatal da Federação Russa, criada pelo Decreto Presidencial nº 1099 de 7 de setembro de 2010. Ela é concedida a cidadãos que contribuíram significativamente para o programa espacial russo, incluindo avanços tecnológicos, formação de especialistas, pesquisa científica, participação em programas internacionais e ações que promovam o desenvolvimento do país, a defesa nacional e a cooperação internacional.

## História
A Medalha "Por Mérito na Exploração Espacial" foi instituída pelo Decreto do Presidente da Federação Russa nº 1099, de 7 de setembro de 2010, que tratou da modernização do sistema de condecorações do país. Esse mesmo decreto aprovou o regulamento e a descrição oficial da medalha.
Posteriormente, o Decreto Presidencial nº 1631, de 16 de dezembro de 2011, introduziu alterações permitindo a criação de uma versão miniatura da medalha. A condecoração foi estabelecida em homenagem a uma data marcante: em 12 de abril de 2011, a Rússia celebrou os 50 anos do voo do primeiro cosmonauta da Terra, Iuri Gagarin.

## Estatuto
A Medalha "Por Mérito na Exploração Espacial" é concedida a cidadãos que tenham se destacado em atividades de pesquisa, exploração e uso do espaço, com contribuições significativas para o desenvolvimento da tecnologia e indústria aeroespacial, formação de profissionais, pesquisa científica e engenharia, participação em programas internacionais e outras realizações voltadas ao desenvolvimento socioeconômico da Rússia, fortalecimento da defesa nacional, proteção dos interesses estratégicos e ampliação da cooperação internacional.
Geralmente, a concessão da medalha ocorre se o candidato já possuir condecorações de órgãos federais ou estaduais da Federação Russa.
Cidadãos estrangeiros também podem receber a medalha por serviços excepcionais prestados ao setor aeroespacial da Rússia.
A medalha é usada no lado esquerdo do peito e, quando junto a outras medalhas russas, é posicionada após a Medalha "Por Mérito no Desenvolvimento da Energia Nuclear".
Existe também uma versão miniatura da medalha, própria para uso cotidiano ou em ocasiões especiais, que segue a mesma ordem de precedência.
Quando usada em forma de fita na barra de condecorações, sua posição é igualmente posterior à fita da Medalha "Por Mérito no Desenvolvimento da Energia Nuclear".

## Descrição

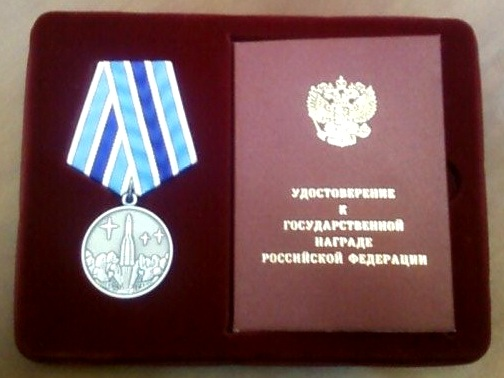
Medalha "Por Mérito na Exploração Espacial" com certificado

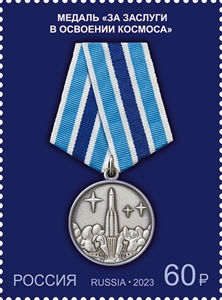
Medalha em selo postal de 2023

A Medalha "Por Mérito na Exploração Espacial" é confeccionada em prata e possui formato circular com 32 mm de diâmetro, contando com uma borda em relevo em ambos os lados.
No anverso, apresenta a imagem em relevo do lançamento do primeiro foguete portador espacial R-7 e três estrelas de quatro pontas.
No reverso da medalha, há a inscrição em relevo: "POR MÉRITO NA EXPLORAÇÃO ESPACIAL" (em russo: «ЗА ЗАСЛУГИ В ОСВОЕНИИ КОСМОСА»; "ZA ZASLUGI V OSVOIENII KOSMOSA"), acompanhada do número da medalha logo abaixo.
Todas as imagens na medalha são em relevo.
A medalha é presa a uma base pentagonal por meio de uma argola. Esta base é revestida por uma fita moiré de seda azul-clara, com duas faixas longitudinais brancas nas bordas e uma faixa azul-escura central, ladeada por duas faixas brancas. A largura total da fita é de 24 mm, com as faixas brancas medindo 2 mm e a faixa azul-escura 5 mm.
Quando usada em uniforme, a condecoração é representada por uma barra de fita (plancheta) com 8 mm de altura e 24 mm de largura.
Existe também uma miniatura da medalha, com 16 mm de diâmetro, montada em base própria, adequada para uso cotidiano ou ocasiões específicas.